# Josef Hißmann
Josef Hißmann (* 19. November 1907 in Elsen; † 25. Mai 1989 in Paderborn) war ein deutscher Autor.

## Leben
Der am 19. November 1907 in Elsen geborene Hißmann arbeitete nach dem Besuch der Volksschule zunächst als Eisenbahnschlosser. Ab 1930 war er als Polizeibeamter im Ruhrgebiet und später als Polizei-Sportlehrer in Potsdam tätig. 1935 wurde er zur Wehrmacht abgeordnet und kämpfte im Zweiten Weltkrieg in Frankreich, Jugoslawien, Russland und Afrika. Nach vierjähriger Kriegsgefangenschaft in Afrika kehrte er 1948 nach Deutschland zurück. Danach arbeitete er bis zu seiner Pensionierung als Kaufmann. Er veröffentlichte 1968 mit Insch Allah sein erstes Werk, vier weitere folgten bis 1987. Hißmann wurde 1982 mit der Verdienstmedaille des Verdienstordens der Bundesrepublik Deutschland geehrt. Er starb mit 81 Jahren.
Nach Hißmann ist in seinem Heimatort Elsen die Josef-Hißmann-Straße benannt.

## Werke
- Insch Allah. Pöppinghaus, Bochum-Langendreer 1968. 2. Auflage: Goltze, 1983, ISBN 978-3-88452-478-7.
- Lachen, Greynen, Sunnescheynen. Roman in Paderborner Mundart. Pöppinghaus, Bochum-Langendreer 1971.
- Anekdoten, Geschichten und alte Bilder aus Stadt und Land Paderborn. Gronenberg, Gummersbach 1977, ISBN 3-88265-000-1.
- Paderborn. Sagen, Legenden, Geschichten aus Stadt und Land. Goltze, 1983, ISBN 978-3-88452-479-4.
- Max und Moritz in hochdeutsch und westfälisch platt. Übersetzung. Gronenberg, Gummersbach 1987, ISBN 3-88265-146-6.